# Lithodes ferox
Espèce
Synonymes
- Lithodes tropicalis

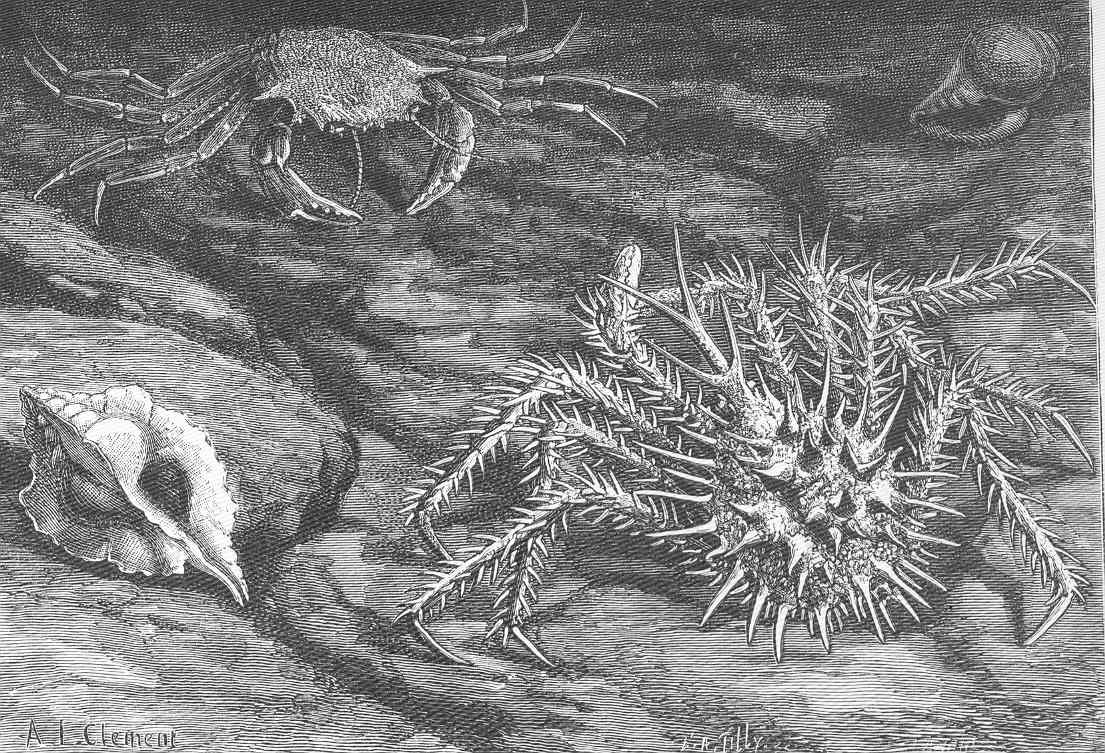
Lithodes ferox au premier plan, à 900 mètres de profondeur. On observe un membre de la famille des Geryonidae au second plan, tel que dessiné dans le livre d'Henri Filhol.

Lithodes ferox (ou Crabe royal féroce) est une espèce de crustacés appartenant à la famille des « crabes royaux », bien qu'ils n'appartiennent pas à la famille des crabes à proprement parler et soient plus proches des pagures. Elle est aussi connue sous l'appellation synonyme Lithodes tropicalis.

## Morphologie
Lithodes ferox possède une couleur rouge clair et une carapace en forme de goutte d'eau hérissée d'épines très allongées et résistantes. Les pattes motrices, très longues comme chez les autres lithodes, sont également épineuses. Le rostre des Lithodes ferox est très développé, contrairement aux antennes et antennules, peu développées. La partie ventrale présente une couleur plus claire que la carapace et leur abdomen est asymétrique chez les femelles, pas chez les mâles. De plus, comme chez la plupart des Lithodes, la 5e paire de péréiopodes n'est pas utilisée pour la locomotion, mais plutôt pour nettoyer la carapace, les branchies et le transfert de spermatozoïdes. Elle mesure environ 1,40 m sur 1,50 m pour les mâles, les femelles étant plus petites.

## Reproduction
Comme pour la plupart des décapodes, les œufs des lithodes se déposent sur les fonds marins avant d'éclore et, après des séries de mues successives, deviennent des lithodes adultes.
La reproduction des Lithodes ferox se fait également en eaux peu profondes, de nombreuses femelles pleines et des juvéniles étant trouvés dans ces eaux.
De plus, comme plusieurs Lithodes, Lithodes ferox est victime de parasitisme, des œufs de poissons étant pondus dans ses branchies. Généralement pondus durant la période d'accouplement entre les lithodes, ces œufs sont trouvés de manière générale dans des individus assez volumineux et dans des femelles. Néanmoins, le seul exemple de ponte dans un mâle a été repéré sur un spécimen de Lithodes ferox. Il faut ainsi de quatre à cinq mois à l'œuf de poisson pour éclore, causant des difficultés respiratoires à la lithode, pouvant même conduire à la mort lors de l'éclosion, 65 % des branchies étant occupés par un seul œuf. D'autres Lithodes comme Lithodes aequispinus sont également victimes de ce parasitisme, les lithodes étant choisies pour leur agressivité, permettant ainsi la sécurité de l’œuf du poisson.

## Répartition et mode de vie
On trouve principalement Lithodes ferox dans les eaux de la côte ouest africaine, au large de la Mauritanie, de la Guinée-Bissau, de l'Angola, du Nigeria, de la Namibie, et même au Brésil. On trouve les Lithodes ferox à des profondeurs relativement importantes, de 300 à 800 m, certains spécimens étant même trouvés au-delà de 1 000 m de profondeur, dans des eaux relativement froides (température inférieure à 10 °C). Lithodes ferox a un mode de vie benthique, vivant sur des fonds rocheux, coralliens ou vaseux.
Comme la plupart des décapodes, Lithodes ferox est principalement prédateur et détritivore.
Durant l'hiver, Lithodes ferox entreprend une migration vers des eaux moins profondes (300 m environ), alors qu'il retourne dans des eaux plus profondes en été.

## Pêche
Lithodes ferox subit une tentative d'exploitation durant la fin des années 1970 et le début des années 1980. Durant cette période, plus de 133 tonnes de Lithodes ferox sont pêchées en Namibie. En raison de la surexploitation, la pêche de Lithodes ferox s’interrompt rapidement.
Elle est toujours pêchée de nos jours, mais de manière locale, son exploitation étant arrêtée.